# Per Eriksson Stake
Per Eriksson Stake, död 17 maj 1677 i Kristianstad, var en svensk överstelöjtnant vid Västerbottens regemente. 1 december 1665 blev han major vid Västerbotten regemente. Han deltog med sitt kompani i slaget vid Lund 1676. Han stupade under oklara omständigheter 17 maj 1677.
Han började sin karriär vid livgardet och 1644 var han i samma kompani som Mauritz Hansson Stake (död 1644). Mauritz tillhörde den adliga ätten Stake.
Stake innehade 1 och 13/16 mantal frälse i Umeå socken. Han hade fått dessa den 4 juni 1651 medan han var löjtnant under överste Tomas Gärffelt och Ångermanlands och Jämtlands fotregemente. Frälset var hos Jacob Eriksson i Sörfors och Karin Eriksdotter i Strand. Deras far Erik Jacobsson hade tidigare innehaft dessa 1 och 13/16 mantal i Sörfors och Strand. Erik Jacobsson var son till Jacob Andersson och Abluna Klementsdotter. Abluna var kusin till ärkebiskop Petrus Kenicius. Jacob var sedan 1589 ryttare vid gamla Hovfanan i Finland, kallad Jacob Stakeman.

## Familj
Stake hade med Anna Johansdotter Steen fyra döttrar; han var skild och omgift med Anna Danielsdotter Trast, dotter till borgmästaren i Umeå, Daniel Jonsson. 
- Maria, i tjänst hos högvälborna fru Christina Banér, senare gift med häradshövdingen Lars Grubb (en kusin till Andreas Grubb, rektor för Uppsala universitet)
- Sigrid
- Karin, gift med kapten Olof Månsson Sterne vid Västerbottens regemente
- Malin, gift med skeppskapten Hans Gerdes